# 高氯酸五羰基铼
高氯酸五羰基铼是铼的一种金属有机化合物，化学式为Re(CO)5ClO4，亦写作Re(CO)5OClO3。

## 制备
高氯酸五羰基铼由溴化五羰基铼和高氯酸银在二氯甲烷中搅拌反应得到，该反应室温下即可进行。